# Деревягин, Александр Александрович (инженер)
Александр Александрович Деревя́гин (1884 — 1951) — советский специалист в области лесохимии.

## Биография
С 1918 года — инженер ВСНХ.
С 1920-х годов работал в ЦНИЛХИ (ЦНИЛТИ). Профессор.
В 1936—1940 годах А. А. Деревягин, В. И. Корякин (ЦНИЛХИ), А. А. Ливеровский, В. А. Лямин (ЛТА) создали промышленную систему получения уксусной кислоты из парогазов работавшей на древесном сырье газогенераторной станции Ижевского металлургического завода. После этого выпуск уксусной кислоты увеличился втрое и составил около 46 тыс. тонн в год.
Похоронен в Москве на кладбище Донского монастыря (участок № 6).

## Награды и премии
- орден Трудового Красного Знамени (1.3.1944)
- Сталинская премия третьей степени (1947) — за разработку и внедрение нового метода получения уксусной кислоты из древесного генераторного газа

## Книги
- Очерк смолокурения и сухой перегонки в России до войны. / А. А. Деревягин. - М.: Высший совет народного хозяйства, 1918. - 91 с.: табл.; 18х11,2 см.
- Расчеты в лесохимии [Текст] / А. А. Деревягин. — Москва ; Ленинград : Коиз, 1935—1952 (М. : 8 тип. «Мособлполиграф»). — 3 т.; 22х16 см. Ч. 1 [Текст]. — 1935. — 248 с. : черт
- Расчеты в лесохимии [Текст] / А. А. Деревягин. — Москва ; Ленинград : Коиз, 1935—1952 (М. : 8 тип. «Мособлполиграф»). — 3 т.; 22х16 см. Ч. 2 [Текст]. — 1936.
- Расчеты в лесохимии Ч. 3: Абсорбционные и экстракционные процессы извлечения уксусной кислоты из водных растворов [Текст]. — 1952. — 300 с. : черт
- Технология лесохимических производств [Текст] : допущено М-вом высш. и … из водных растворов / А. А. Деревягин. — М. ; Л. : Гослесбумиздат, 1952